# 2017년 축구
다음은 2017년 전세계에서 개최된 축구 대회이다.

## 대회

### 남자 국가대표
- 1월 14일 - 2월 5일: 가봉에서 열리는 2017년 아프리카 네이션스컵
  -   카메룬 (5번째 우승)
  -   이집트
  -   부르키나파소
  - 4위:  가나

- 6월 17일 - 7월 2일: 러시아에서 열리는 2017년 FIFA 컨페더레이션스컵
  -   독일 (1번째 우승)
  -   칠레
  -   포르투갈
  - 4위:  멕시코

- 7월 7일 - 26일: 미국에서 열리는 2017년 CONCACAF 골드컵
  -   미국 (6번째 우승)
  -   자메이카

- 12월 9일 - 16일: 일본에서 열리는 2017년 EAFF 동아시안컵
  -   대한민국 (4번째 우승)
  -   일본
  -   중화인민공화국
  - 4위:  조선민주주의인민공화국

### 청소년
- 10월 6일 - 28일: 인도에서 열리는 2017년 FIFA U-17 월드컵
  -   잉글랜드 (1번째 우승)
  -   스페인
  -   브라질
  - 4위:  말리
- 5월 20일 - 6월 11일: 대한민국에서 열리는 2017년 FIFA U-20 월드컵
  -   잉글랜드 (1번째 우승)
  -   베네수엘라
  -   이탈리아
  - 4위:  우루과이

### 여자 국가대표
- 7월 16일 - 8월 6일: 네덜란드에서 열리는 UEFA 여자 유로 2017
  -   네덜란드 (1번째 우승)
  -   덴마크